# Tim Burgess
Tim Burgess, född 30 maj 1967 i  Salford i England, är en brittisk musiker mest känd som sångare i bandet The Charlatans. Burgess föddes i Salford men växte upp i Northwich i Cheshire. 1989 gick han med i The Charlatans som då var inspirerat av acid house.